# قانون اساسی ایالتی (ایالات متحده آمریکا)

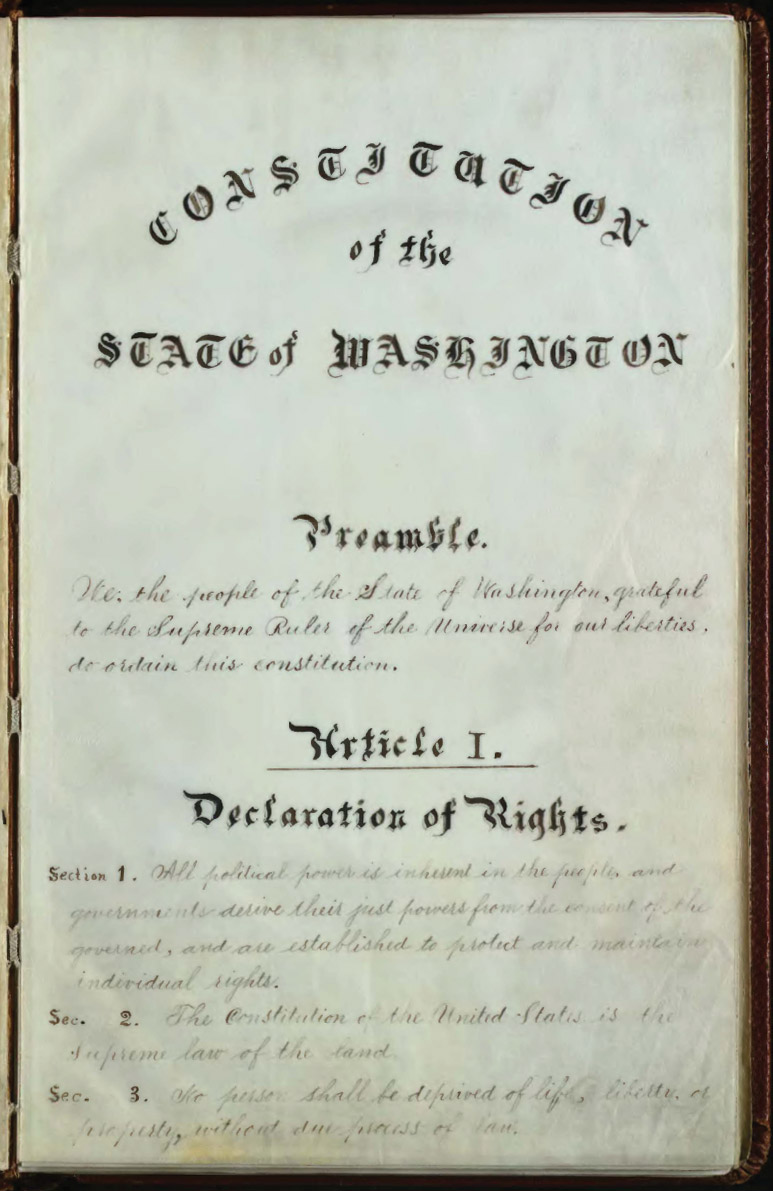
لوح قانون اساسی ایالتی

هر ایالت آمریکا قانون اساسی خود را دارد.
این قوانین معمولاً طولانی‌تر از قانون اساسی ۸۵۰۰ کلمه‌ای فدرال هستند و شرح روابط روزمره حکومت و مردم را در خود دارند.
متمم دهم قانون اساسی ایالات متحده آمریکا، که بخشی از منشور حقوق ایالات متحده آمریکا است، بیان می‌دارد که «قدرت‌های اعطا نشده به ایالات متحده بوسیلهٔ قانون اساسی، یا منع نشده بوسیله آن برای ایالات، برای ایالات یا برای مردم تضمین می‌شوند.»